# Bransford (Tennessee)
Bransford es un lugar designado por el censo ubicado en el condado de Sumner en el estado estadounidense de Tennessee. En el Censo de 2010 tenía una población de 170 habitantes y una densidad poblacional de 16,29 personas por km².

## Geografía
Bransford se encuentra ubicado en las coordenadas 36°30′48″N 86°17′7″O / 36.51333, -86.28528. Según la Oficina del Censo de los Estados Unidos, Bransford tiene una superficie total de 10.44 km², de la cual 10.44 km² corresponden a tierra firme y (0%) 0 km² es agua.

## Demografía
Según el censo de 2010, había 170 personas residiendo en Bransford. La densidad de población era de 16,29 hab./km². De los 170 habitantes, Bransford estaba compuesto por el 91.18% blancos, el 2.35% eran afroamericanos, el 2.35% eran amerindios, el 1.76% eran asiáticos, el 0% eran isleños del Pacífico, el 0.59% eran de otras razas y el 1.76% pertenecían a dos o más razas. Del total de la población el 1.18% eran hispanos o latinos de cualquier raza.